# Kerbal Space Program
Das Kerbal Space Program (KSP) ist eine von Squad entwickelte Weltraumsimulation für Windows, macOS, Linux, PlayStation 4 und Xbox One. Der Spieler übernimmt Aufgaben des Kerbal Space Centers, wie Missionsplanung, Raketendesign und die Steuerung der Rakete. Die erste öffentlich zugängliche Version des Spieles wurde im Juni 2011 veröffentlicht; im März 2013 wurde das Spiel in Steams Early-Access-Programm aufgenommen. Das Spiel verließ im April 2015 mit Version 1.0 die Beta-Phase.
Das Spiel unterstützt die Entwicklung von Mods und besitzt eine große Spielergemeinschaft, die sich auch schon kurz nach Veröffentlichung ergab. Bekannte Namen der Weltraumindustrie haben ihr Interesse am Spiel bekundet, wie beispielsweise die NASA und Elon Musk. Auf der Gamescom 2019 wurde der Nachfolger Kerbal Space Program 2 angekündigt.

## Spielprinzip

### Allgemein
Das Computerspiel – ein sogenanntes Sandbox-Spiel – besitzt kein Ziel im eigentlichen Sinne. Der Spieler kann aus Einzelteilen (z. B. Kommandokapseln, Tanks, Triebwerken, Steuerhilfen, Landebeinen) Raketen oder Flugzeuge konstruieren und anschließend fliegen. Die große Auswahl an Bauteilen ermöglicht unterschiedliche Missionen, z. B. Mondlandungen, den Aufbau von Raumstationen oder Landungen auf anderen Planeten. Ein Spieler steckt sich ein Ziel (z. B. eine bemannte Landung auf Minmus mit anschließender Rückkehr) und versucht dann, dieses hinsichtlich seiner Konstruktion und Flugroute möglichst geschickt zu erreichen. Das Spiel gibt die Möglichkeit, mehrere aktive Missionen gleichzeitig zu betreiben, wobei immer nur eine gleichzeitig gesteuert werden kann. Die anderen Missionen laufen im Hintergrund mit stark verminderter Simulationstiefe weiter. So umkreist z. B. eine Raumstation auch weiterhin einen Planeten, sie erfährt aber nur dann detaillierte physikalische Einflüsse (wie z. B. ein Abbremsen in einer Atmosphäre), wenn sie sich in der Nähe der aktuell aktiven Mission befindet.
Verschiedene, Kerbals genannte grüne Männchen dienen als Piloten, Ingenieure, Wissenschaftler oder Touristen, die an Bord der Raumschiffe unterschiedliche Funktionen wahrnehmen. Deren Nachname lautet stets „Kerman“, wie zum Beispiel „Gene Kerman“. Einige ihrer Namen spielen aber auf tatsächliche Personen an: Wernher von Kerman, der Ingenieur, erinnert an die beiden Raumfahrtingenieure Wernher von Braun und Theodore von Kármán. Der Mission Controller, Gene Kerman, erinnert an sein echtes Gegenstück Gene Kranz und den Astronauten Eugene Cernan. Der weibliche Kerbal Valentina Kerman erinnert an die erste Frau im All, Valentina Tereschkowa.

### Spielfeld
Das Zentralgestirn des Systems wird im Spiel einfach „The Sun“ genannt, in der Community hat sich allerdings der Name „Kerbol“ eingebürgert. Umkreist wird es von folgenden Himmelskörpern (von innen nach außen, Monde als Unterpunkte):
- Moho (Merkur-Pendant)
- Eve (Venus-Pendant)
  - Gilly (Eingefangener Asteroid)
- Kerbin (Heimatplanet, von dem die Missionen gestartet werden; Erde-Pendant)
  - Mun (Mond-Pendant)
  - Minmus (kleiner grüner Mond)
- Duna (Mars-Pendant)
  - Ike (Felsmond auf einer annähernd kreisförmigen Bahn um Duna mit einer doppelt gebundenen Rotation, die im Sonnensystem nur bei Pluto und Charon auftritt.)
- Dres (Ceres-Pendant)
- Jool (Grüner Jupiter-Pendant)
  - Laythe (Mond mit hohem Ozeananteil und atembarer Atmosphäre; Jet-Triebwerke können dort benutzt werden)
  - Vall (Europa-Pendant)
  - Tylo (Ganymed-Pendant)
  - Bop (winziger brauner Mond)
  - Pol (winziger gelber Mond)
- Eeloo (Pluto-Pendant, ähnlich wie Pluto und Neptun liegt die stark exzentrische Bahn von Eeloo zeitweise innerhalb der von Jool)

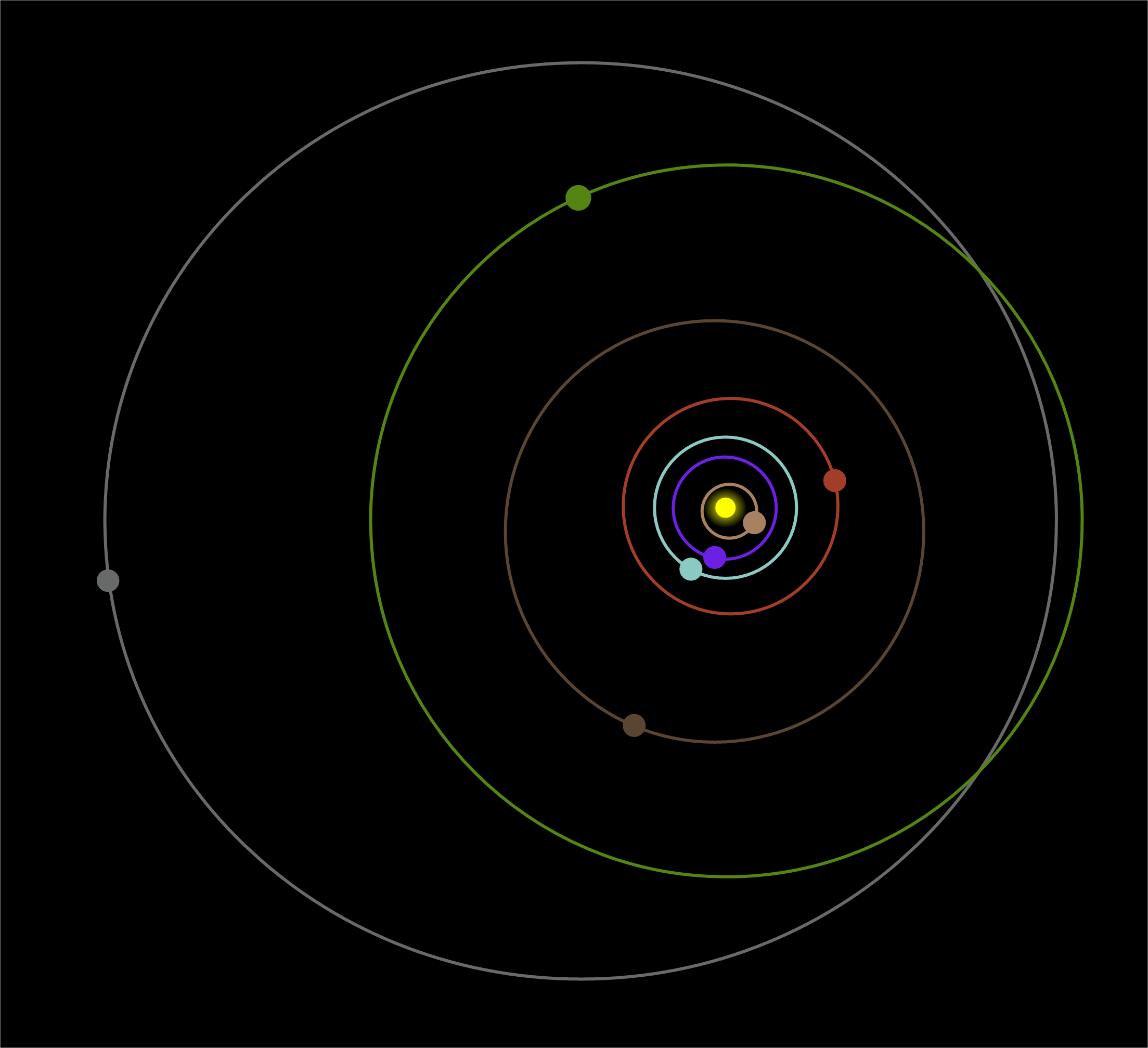
Das Planetensystem:
Moho (hellbraun), Eve (violett), Kerbin (türkis), Duna (orange), Dres (braun), Jool (grün) und Eeloo (grau)

### Physikalisches Modell
Bei Raumflügen wird die Umlaufbahn nur durch den jeweiligen Zentralkörper bestimmt; und alle Planeten und Monde bewegen sich auf fixen Bahnen, die keineswegs zu beeinflussen sind. Somit wird das N-Körper-Problem ignoriert.
In einer Atmosphäre ist die Simulation ziemlich realistisch. Eine Raumfähre wird beim Wiedereintritt unterschiedlich stark abgebremst, je nachdem, welche Form sie hat und welcher Querschnitt dem Luftstrom ausgesetzt ist. Ebenso kann durch eine Nutzlasthülle der Luftwiderstand und somit die benötigte Treibstoffmenge reduziert werden.
Nicht zuletzt gelingt es KSP, verschiedene Probleme im Raketenbau abzubilden: Bevor der Spieler herausfordernde Missionen meistern kann, muss er ein Verständnis der Raketengrundgleichung, der Raumflugmechanik und auch des Oberth-Effektes entwickeln.

### Flug und Manöver im Weltraum
Während eines Fluges besteht jederzeit die Möglichkeit, eine Übersichtskarte zu öffnen, in der die voraussichtliche Flugbahn relativ zum Zentralkörper angezeigt wird. Die Anzeige vernachlässigt jedoch den Luftwiderstand, weshalb die Flugbahnanzeige innerhalb der Atmosphäre eines Planeten oder für Atmosphärenbremsungen nicht brauchbar ist.
Des Weiteren lassen sich Manöver planen, deren Durchführung durch zusätzliche Anzeigen in der Benutzeroberfläche (erforderliche Lage der Rakete, benötigter Schub) vereinfacht wird. Dies erleichtert Rendezvous mit anderen Orbitern.
Eine im offiziellen Wiki beschriebene Technik ist das sogenannte Asparagus Staging, das Raketen einen sehr hohen Delta-v-Wert verleihen kann. Dabei wird ein ganzes Bündel von Flüssigtreibstoff-Boostern gleichzeitig gezündet; die Rakete ähnelt somit einem Spargelbündel. Die außen liegenden Booster betanken während des Fluges ständig die weiter innen liegenden Booster, so dass nur die ganz außen liegenden und jeweils als nächste abgeworfenen Booster eine Tankfüllung von weniger als 100 % aufweisen. Somit verfügt die Rakete auf großer Höhe und bei einer großen Geschwindigkeit über einen (noch) vollständig gefüllten Tank. Diese Technik wurde 1947 von Michail Klawdijewitsch Tichonrawow beschrieben und in einer frühen Planungsphase für die Falcon-Heavy-Rakete vorgesehen, aber aufgrund der zu erwartenden Schwierigkeiten noch nicht umgesetzt.

## Entwicklung
Das Spiel ist in C# geschrieben und verwendet die Unity-Engine.
Die erste Veröffentlichung des Spieles war am 24. Juni 2011 die Version 0.7.3. Am 3. März 2012 stand bereits Version 0.13.3 und am 12. Februar 2013 Version 0.18.3 zur Verfügung. Diese Version kann auch als kostenlose Demo heruntergeladen werden.
Von Version 0.22 an ist der Karrieremodus verfügbar. Zu Beginn stehen einem nur einfache Raumschiffkomponenten zur Verfügung. Ein Technologiebaum, den man nach und nach durch wissenschaftliche Experimente freischalten kann, liefert bessere Komponenten.
Mit der Version 0.23.5, die den Titel „Asteroid Redirect Mission“ trägt, wurden Asteroiden eingefügt, die der Spieler entdecken, erkunden und ablenken kann. In Zusammenarbeit mit der NASA bieten sich so viele neue Möglichkeiten.
Durch Version 0.24 mit dem Titel „The First Contract“ wurden dem Spiel Aufträge und ein Ökonomiesystem hinzugefügt. Der Spieler kann verschiedene Aufträge annehmen und bekommt bei Erfüllung Geld und Ansehen. Ebenso sinkt bei Fehlschlägen das Ansehen. Dies eröffnet ein ganz neues Spielumfeld, indem der Spieler nun darauf achten muss, wie viel einzelne Teile kosten und wirtschaftlich agieren muss.
In der Version 0.25 wurde das sogenannte „Economic Boom“-Update hinzugefügt. Dieses enthält unter anderem zerstörbare KSC-Gebäude und ein neues Bürogebäude, in dem die strategische Ausrichtung der Raumfahrtorganisation gewählt werden kann. Unter der Bezeichnung „Spaceplane Plus“ wurde ein kompletter Bauteilsatz für ein Shuttle hinzugefügt.
Am 15. Dezember 2014 ging das Spiel mit Version 0.90 „Beta than ever“ in die Beta-Phase über.
Mit Version 1.0 „We have Liftoff!“ wurde am 27. April 2015 die erste Vollversion veröffentlicht, in der unter anderem ein realistischeres Aerodynamikmodell und damit verbunden verbesserte Atmosphäreneffekte (wie Überhitzung von nicht geschützten Teilen beim Wiedereintritt), eine dafür gedachte Nutzlastverkleidung sowie ein Ressourcensystem, das Treibstoffgewinnung auf Himmelskörpern ermöglicht implementiert wurden.
Außerdem gab es ab dieser Version weibliche Kerbals.
Bei der Version 1.1 „Turbo Charged“ (Veröffentlichung am 19. April 2016) wurde als größte Änderung von Unity 4 auf Unity 5.2 gewechselt, wofür große Teile des Spieles neu programmiert werden mussten.
Am 11. Oktober 2016 wurde Version 1.2 „Loud & Clear“ veröffentlicht. Die größte Neuerung war, dass die Funkverbindung zwischen einem Raumschiff und der Basis u. a. durch Planeten oder große Entfernungen beeinträchtigt wird. Das Signal muss deshalb über zwischengeschaltete Antennen verstärkt werden.
Im Mai 2017 wurden die Rechte am Spiel an den Publisher Take 2 verkauft. Im März 2018 erschien die Erweiterung Making History, entwickelt vom Studio Squad. Am 30. Mai 2019 erschien die Erweiterung Breaking Ground.
Version 1.3 „Away with Words“ erschien am 25. Mai 2017, Version 1.4 „Away with Words MK-II“ erschien am 6. März 2018, Version 1.5 „Dressed for Success“ erschien am 15. Oktober 2018, Version 1.6 „To Vee or not to Vee“ erschien am 19. Dezember 2018 und der April 2019 brachte Version 1.7 „Room to Maneuver“, Version 1.8 „Moar Boosters“ erschien am 16. Oktober 2019, Version 1.9 „Theres no place like home“ erschien am 12. Februar 2020. Version 1.10 erschien am 1. Juli 2020. Mit der Version kamen neue Missionen (auch ohne Making History DLC) hinzu. Als weitere Neuerung kamen Kometen und viele neue Varianten von Teilen hinzu. Version 1.11 „Some Reassembly Required“ folgte am 17. Dezember 2020.
Die finale Version des Spiels, Version 1.12, erschien am 24. Juni 2021 zum zehnjährigen Jubiläum der ersten öffentlichen Alphaversion des Spiels. In dieser Version war erstmals ein Transferplaner enthalten, der die optimalen Übergänge von Kerbin zu anderen Planeten anzeigt.

## Erweiterungen

### Making History
In dem DLC Making History (Veröffentlichung März 2018) wurden hauptsächlich einige historische Teile (vor allem Teile des Apollo-Programms) hinzugefügt. Ebenfalls lassen sich in dem DLC einige weitere Launch-Möglichkeiten wie die Insel und die Wüstenstartplattform finden.

### Breaking Ground
Das Breaking-Ground-DLC (Veröffentlichung Mai 2019) konzentrierte sich hauptsächlich auf robotische Teile. Diese ermöglichten es dem Spieler, selber Helikopter und Rotoren herzustellen und Konstruktionen mit Kolben, Scharnieren und weiteren Teilen zu fertigen. Darüber hinaus beinhaltet es die Möglichkeit, zusätzliche Forschungspunkte durch das Errichten stationärer Anlagen zu erhalten.

## Mods
Der Aufbau des Spiels gibt den Nutzern die Möglichkeit, Veränderungen und Erweiterungen zu erstellen und einzufügen (sogenannte Mods). Daher existiert eine bemerkenswerte Modding-Gemeinschaft und eine große Anzahl an Mods. Dabei kann es sich um einfache Zusatzbauteile (z. B. ein Triebwerk) oder um komplexe Plug-ins (z. B. Autopiloten) handeln. Beim Austausch von Raketen oder Flugzeugen muss daher darauf geachtet werden, dass die verwendeten Mods auch im Spiel des Empfängers installiert sind. Gelegentlich werden Modder in das Entwicklerteam aufgenommen.

## Zusammenarbeit mit der NASA
Am 5. März 2014 gaben die Entwickler eine Kooperation mit der US-amerikanischen Luft- und Raumfahrtbehörde NASA bekannt, die sich auf die New Asteroid Initiative fokussiert. Dazu wurden in der Version 0.23.5 Asteroiden in das Spiel eingebaut, die sich dem Heimatplaneten auf verschiedene Distanzen (bis zum Einschlag) nähern. Der Spieler soll diese Asteroiden entdecken, verfolgen, ablenken und erforschen.

“The collaboration with Kerbal Space Program can help drive interest by future explorers in next-generation technology development and deep space exploration. Having an element of the experience based in the reality of NASA’s exploration initiatives empower players to manage their own space program while getting valuable insight into the reality of studying asteroids as a next step in getting to Mars.”

„Die Zusammenarbeit mit dem Kerbal Space Program kann helfen, das Interesse zukünftiger Generationen an der Entwicklung neuer Technologien und an der Weltraumforschung zu wecken. Mit Elementen aus dem Bereich der realen NASA „Exploration Initiative“ haben die Spieler die Möglichkeit ihr eigenes Raumfahrtprogramm zu verwalten, während sie reale, wertvolle Einblicke in die Erforschung von Asteroiden bekommen, was einen nächsten Schritt zum Mars darstellt.“

## Nachfolger
Am 19. August 2019 wurde auf der Gamescom Kerbal Space Program 2 mit einem Trailer angekündigt. Im Nachfolger sollen Reisen jenseits des Sonnensystems möglich sein. Zudem wurden Möglichkeiten zum Bau von Kolonien und ein Multiplayer-Modus angekündigt. Das Spiel wird nicht wie der erste Teil von Squad sondern von Star Theory Games entwickelt und sollte 2020 für PC, PlayStation 4 und Xbox One erscheinen. Das geplante Erscheinungsdatum wurde mehrfach verschoben, was unter anderem mit der COVID-19-Pandemie 2020 begründet wurde. Eine Early-Access-Version des Spiels ist seit dem 24. Februar 2023 auf Steam verfügbar.